# Sergej Moziakin
Sergej Valerjevits Moziakin, ryska Сергей Валерьевич Мозякин, född 30 mars 1981 i Jaroslavl, är en rysk professionell ishockeyspelare som säsongen 2015/2016 spelar för Metallurg Magnitogorsk i Kontinental Hockey League (KHL).
Efter säsongen 2012/2013 har Moziakin, med 318 poäng i sin KHL karriär, vunnit skytteligan tre gånger (2008/2009, 2009/2010, 2012/2013). Moziakin har även utsetts till årets gentleman i KHL tre gånger (2008/2009, 2009/2010, 2012/2013) samt utsetts till den mest värdefulla spelaren, MVP, i KHL säsongen 2012/2013.
Moziakin har internationellt vunnit VM i ishockey två gånger, 2008 och 2009. Han var även med och tog OS-guld 2018.

## Klubbar
- Val-d'Or Foreurs, QMJHL, 1998–1999
- HK CSKA Moskva, KHL, 1999–2006
- Atlant Mytisjtji, KHL, 2006–2011
- Metallurg Magnitogorsk, KHL, sedan 2011

## Meriter
- Uttagen i KHL:s First All-Star Team 2009/2010, 2010/2011, 2012/2013, 2013/2014
- Poängkung i KHL 2008/2009, 2010/2011, 2012/2013, 2013/2014
- KHL Gentlemen Award  2008/2009, 2010/2011, 2012/2013, 2013/2014
- KHL Golden Stick (MVP) 2012/2013, 2013/2014
- VM-guld 2008, 2009
- VM-silver 2010, 2016
- VM-brons 2017
- OS-guld 2018